# 1530
سنة 1530 م هي سنة بسيطة بدأت يوم السبت حسب التقويم اليولياني

## أحداث
- تأسيس مدينة سان ميغيل وتقع حاليا في السلفادور.
- بداية الحروب العثمانية الهابسبورغية في المجر في 1530 والتي انتهت في 1552.
- نهاية حرب عصبة كونياك في 1530 والتي بدأت في 1526.
- تأسيس إمارة المنتفق في جنوب العراق.

## مواليد
- أوئي-سوغي كن-شين
- إيفان الرابع
- جان بودان
- أتين دي لابويسيه

## وفيات
- ظهير الدين بابر